# Intolerancia a la glucosa
La tolerancia alterada a la glucosa o intolerancia a la glucosa es una forma de prediabetes en la que el individuo tiene valores elevados de glucosa en sangre sin llegar a los valores de una diabetes mellitus tipo 2. El término comenzó a emplearse en 1979 cuando la Organización Mundial de la Salud y otros grupos internacionales reemplazaron los términos borderline, diabetes química o diabetes mellitus asintomática. En 1997 un comité de expertos pertenecientes a la Asociación Americana de Diabetes recomendaron los siguientes criterios para el diagnóstico de una intolerancia a la glucosa:
- Una glucosa en ayunas entre 100 y 125 mg/dl, y con niveles >140 mg/dl de glucosa posprandial (medidos a las 2 horas después de una toma de 75 g de glucosa por vía oral) pero sin llegar a 200 mg/dl.

## El problema de la resistencia a la insulina
Los pacientes con Diabetes tipo 2 y los de la Intolerancia a la Glucosa comparten un mismo problema denominado "resistencia a la insulina". Los tejidos de su cuerpo se han vuelto insensibles a los efectos de la insulina (una hormona que introduce la glucosa a las células donde es utilizada como energía).
Al principio la resistencia a la insulina es moderada y la intolerancia a la glucosa es asimétrica pero conlleva un riesgo muy alto de desarrollar Diabetes tipo 2 en el futuro.
La intolerancia a la glucosa puede durar 7-10 años antes de que aparezca la Diabetes tipo 2. Muchas veces pasa sin diagnosticar hasta que no se desarrolla una verdadera Diabetes, incluso muchas personas con Diabetes puede que tampoco tengan síntomas y el diagnóstico se retrase varios años pudiendo aparecer complicaciones diabéticas al diagnóstico.

## Cuanto más temprano el diagnóstico, mejor
El diagnóstico precoz de Intolerancia a la Glucosa puede ser muy beneficioso.
En primer lugar, es importante conocer que la intolerancia a la glucosa conlleva un riesgo aumentado de padecer enfermedad coronaria y trombosis cerebral. Además es importante descartar la existencia de hipertensión o elevación del colesterol sanguíneo para que se establezca el oportuno tratamiento si fuese necesario.
Los pacientes que no se diagnostican hasta que tienen diabetes franca puede que ya padezcan una enfermedad coronaria importante.
Solamente 1 de 4 personas con intolerancia a la glucosa desarrolla Diabetes, e incluso puede haber pacientes que su intolerancia sea reversible. Modificando su plan de alimentación y ejercicio físico puede que frene o incluso detenga el proceso que lleva a Diabetes.
Los factores de riesgo para la Intolerancia a la Glucosa y para la Diabetes son los mismos: todas las personas deben de ser examinadas para despistar la presencia de ambas si se cumplen estas condiciones:
- Mayores de 50 años y que tengan un factor de riesgo origen hispánico, africo-americanos o indios americanos.
- Historia familiar de Diabetes.
- Presencia a obesidad central.
- Hábito de vida sedentario.
- Historia de Diabetes gestacional.
- Historia de Hipertensión.
- Triglicéridos elevados o descenso del HDL - colesterol.

## El tratamiento precoz es crucial
La evolución de la Intolerancia a la Glucosa y la Diabetes puede modificarse mediante el cambio de hábitos alimenticios y de ejercicio físico y si es necesario con la toma de medicamentos. Entre las complicaciones que pueden ocurrir una vez que la Diabetes aparece están las enfermedades coronarias, trombosis cerebrales, problemas de visión, enfermedad renal, enfermedades por afectación de los nervios y de circulación periférica. Todo esto puede retrasarse e incluso evitarse con el tratamiento precoz adecuado. Además un tratamiento precoz adecuado con un buen control glucémico puede también retrasar la necesidad del tratamiento con insulina.

## Cuanto más avanzada esté la Diabetes, se puede necesitar tratamientos más complejos
Es normal que según pasan los años la Diabetes progrese y se necesite de más de un tipo de medicamentos. En las fases más tempranas, el páncreas puede compensar la resistencia a la insulina mediante la producción de enormes cantidades de insulina pero esto lleva al agotamiento y cuando esa compensación no sea eficaz entonces este necesitará algún tipo de medicación oral.
A pesar de que el paciente mantenga un buen control de la Diabetes en muchos aspectos, puede llegar el caso de que para mantener un control adecuado de la glucemia, se precise de añadir insulina al tratamiento o incluso pasar a ser tratado exclusivamente con insulina.